# August Thissen
August Johan Thissen (Grevenbicht, 26 maart 1930 – Born, 1 november 2022) was een Nederlands dirigent, fluitist en musicus. 
August, beter bekend als "Auke" Thissen, werd geboren uit een zeer muzikale familie. Zijn vader Leonard was voorzitter en vijf van zijn broers waren eveneens muzikant bij de plaatselijke 'nuuj' harmonie St. Cecilia Grevenbicht-Papenhoven. August speelde dwarsfluit en piccolo. Hij volgde aan het  Conservatorium Maastricht de opleiding voor dwarsfluit, die hij succesvol afrondde. Tevens behaalde hij het dirigentendiploma. 
In 1952 richtte hij de drumband van St. Cecilia op en werd haar eerste instructeur en tambour-maître tot 1964. Daarnaast was Thissen tambour-maître van het muziekkorps van de Staatsmijn Maurits. 
Vanaf 1964 werd hij als opvolger van Jos Ruijters benoemd tot dirigent van 'zijn' harmonie en hij nam met het orkest 3 keer succesvol (in de superieure afdeling) deel aan een bondsconcours van de Limburgse Bond van  Muziekgezelschappen (LBM). Telkens werd lof behaald, dan wel een ruime eerste prijs. In 1977 werd hij als dirigent in Grevenbicht opgevolgd door Thijs Tonnaer uit Thorn. 
Daarnaast was de heer Thissen zeer succesvol als drumbandinstructeur en als dirigent van onder andere Fanfare St. Martinus Urmond, Harmonie St. Caecilia, Echt, Harmonie Amicitia Roggel, Harmonie L'Union Born en de Fanfare Laurentius, Leeuwen-Roermond. Vele jaren was August als docent verbonden aan Kreato te Thorn en als jurylid bij concert- en marswedstrijden van harmonieorkesten en drumbands.
Hij ontving diverse (muzikale) onderscheidingen, waaronder de Wezebo-muziekprijs in 1995.
Voor zijn vele verdiensten voor zijn Harmonie St. Cecilia Grevenbicht-Papenhoven werd August Thissen in 2008 tijdens de grote reünie van de vereniging benoemd tot Lid van Verdiensten.